# 馬爾馬羅勒山脈
46°30′44″N 12°20′27″E / 46.51222°N 12.34083°E

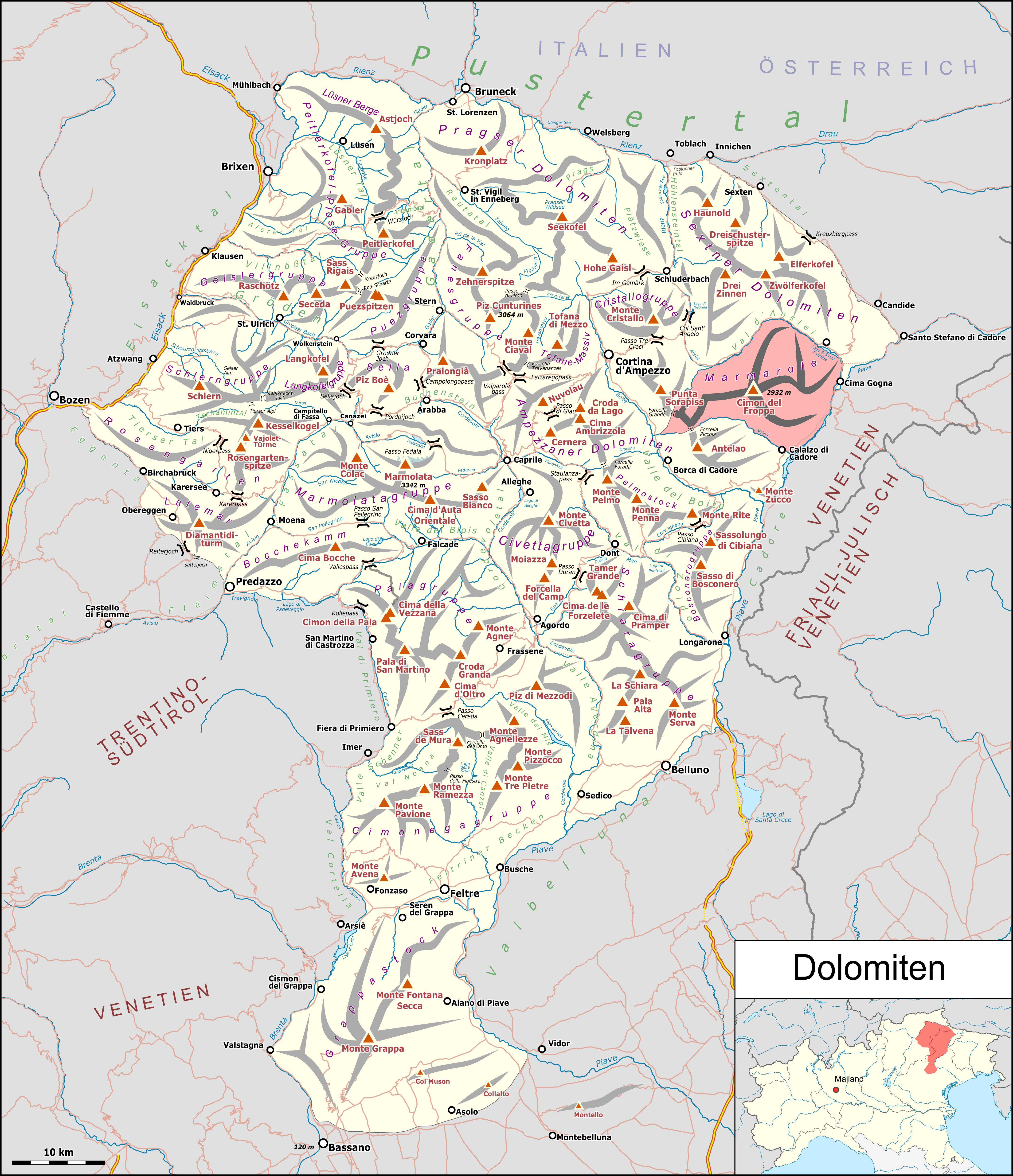

馬爾馬羅勒山脈（義大利語：Marmarole），是意大利的山脈，位於該國東北部，由威尼托大區負責管轄，屬於多洛米蒂山的一部分，最高點海拔高度2,932米，山體在三疊紀時期形成。